# Coupe des Pays-Bas de football 1966-1967
Navigation
Édition précédente Édition suivante
La Coupe des Pays-Bas de football 1966-1967, nommée la KNVB beker, est la 49e édition de la Coupe des Pays-Bas. La finale se joue le 7 juin 1967 au stade De Meer à Amsterdam.
Le club vainqueur de la coupe est qualifié pour la Coupe des coupes 1967-1968.

## Finale
L'Ajax Amsterdam bat le NAC Breda 2 à 1 dans la prolongation et remporte son quatrième titre. L'Ajax réalise le doublé coupe-championnat permettant à Breda de se qualifier pour la Coupe des coupes 1967-1968.